# Costa Ferreira (ator)
António Joaquim da Costa Ferreira (Elvas, 10 de junho de 1918 — Lisboa, 29 de julho de 1997) foi um actor, encenador e dramaturgo português que recebeu o Prémio Gil Vicente em 1958.

## Biografia
Costa Ferreira nasceu em 29 de Julho de 1918, em Elvas (distrito de Portalegre).
Licenciou-se em Ciências Histórico-Jurídicas (Direito) pela Universidade de Lisboa no ano de 1943.
Estreou-se nas lides teatrais em 1948, no teatro amador no grupo "Os Companheiros do Pátio das Comédias", por si fundado sob a égide de António Pedro, num espectáculo em foi encenador e actor em Nocturno  (...Apenas um Prólogo), de sua autoria, e O Casamento (1833) de Gogol, versão de Andrade Gomes.
A estreia actor profissional no teatro, em detrimento da advocacia, dá-se em Outubro de 1949, no Teatro Apolo, na peça Um Chapéu de Palha de Itália de Labiche.
Em 1958, a peça Um Dia de Vida valeu-lhe o Prémio Gil Vicente do Secretariado Nacional de Informação.
A estreia no cinema dá-se em O Primo Basílio (1959) de Lopes Ribeiro, destacando-se ainda no seu currículo participações em Dom Roberto (1962) de José Ernesto de Sousa ou A Fuga (1977) de Luís Filipe Rocha.
Costa Ferreira dedicou-se ainda à tradução obras como John Gabriel Borkman (1896) de Ibsen, Le Goûter des généraux (1964) de Boris Vian, Los Misterios de la Misa (1640) de Calderón de la Barca ou Summer and Smoke (1947) de Tennessee Williams.
Em 1985 edita Uma Casa com Janelas para Dentro, um livro de memórias com prefácio de Luiz Francisco Rebello, sob chancela conjunta da  Imprensa Nacional-Casa da Moeda e da Sociedade Portuguesa de Autores, inserido na colecção "Arte e Artistas".
Costa Ferreira morreu em 29 de julho de 1997, em Lisboa.

## Obras
Livros
- Uma Vida em Cinco Dias (1971, Publicações Europa-América) [8]
- Uma Casa com Janelas para Dentro (1985, Casa da Moeda - Imprensa Nacional; Soc. Portuguesa de Autores)[6]

Peças teatrais
- A Comédia das Verdades e das Mentiras[2]
- Nocturno (...Apenas um Prólogo)[2]
- Os Desesperados - Conferência em Forma de Drama em Duas Partes[2]
- Por um Fio[2]
- Milagre da Rua[2]
- Trapo de Luxo[2]
- Aí Vêm os Palhaços com Paulo Renato[2]
- O Príncipe Valente e o seu Escudeiro com Paulo Renato[2]
- Quando a Verdade Mente[2]
- Atrás da Porta[2]
- Um Dia de Vida[2][5]
- Um Homem Só[2]
- Onde Está a Música?[2]

## Filmografia
- O Primo Basílio (1959) de Lopes Ribeiro[1][3][9]
- Dom Roberto (1962) de José Ernesto de Sousa[3][9]
- A Fuga (1977) de Luís Filipe Rocha[3][9]